# Pirkern
Pirkern ist ein Ortsteil der Gemeinde Tyrlaching im oberbayerischen Landkreis Altötting.

## Lage
Die Einöde Pirkern liegt etwa eineinhalb Kilometer nordwestlich von Tyrlaching.

## Geschichte
Der Name der Einöde weist auf eine Birkenwaldung hin. Der Hofname lautet „Pallauf“.